# 葉山富之輔
葉山 富之輔（はやま とみのすけ、1889年7月31日 - 1958年10月19日）は、日本の俳優である。本名白米花 富三郎（しらはせ とみさぶろう）。

## 人物・来歴
1889年（明治22年）7月31日、京都府京都市に生まれる。
旧制・高等小学校を卒業したのち、家事を手伝っていた。1900年代には、そのうち演劇を志して、角藤定憲門下に入門する。新派畑を歩み、藤間小次郎の一座、帝国キネマ演芸の「実演第一劇団」、村田栄子の一座等で関西地区を巡業した。
1926年（大正15年）2月、日活大将軍撮影所現代劇部に入社、同年11月12日に公開された、佐藤円治主演、三枝源次郎監督の『勇敢なる水兵』で佐藤の父親役を演じ、満37歳で映画界にデビューした。以降、現代劇部から時代劇部に移り、多くの剣戟映画に出演した。1942年（昭和17年）1月27日、戦時統合によって大映が設立され、日活京都撮影所は大映京都撮影所となり、葉山は同社に継続入社する。
第二次世界大戦後も引き続き同撮影所に所属、1949年（昭和24年）に定年退職する。その後は、フリーランスとして、同撮影所を拠点として多くの京都地区で製作される時代劇に出演した。1958年（昭和33年）、満69歳で引退した。『日本映画俳優全集・男優編』によれば、『勇み肌千両男』（監督倉橋良介）を最後に引退した旨の記述があるが、同作の公開日は同年2月26日であり、同年8月3日に公開された酒井辰雄監督の『呪いの笛』のほうが、公開日は遅い。以降の出演記録は無く、『日本映画俳優全集・男優編』（同項の執筆田中純一郎、キネマ旬報社）は以降の消息不明、没年不詳とするが、『京都芸術家国民健康保険組合30周年史 第1巻』（京都芸術家国民健康保険組合）において、同年10月19日に死去したという旨が記されている。満69歳没。

## フィルモグラフィ
すべてクレジットは「出演」である。役名のわかるものは公開日の右側に記し、東京国立近代美術館フィルムセンター（NFC）所蔵等の上映用プリントの現存状況についても記す。同センター等に所蔵されていないものは、とくに1940年代以前の作品についてはほぼ現存しないフィルムである。

### 日活京都撮影所
特筆以外すべて製作は「日活京都撮影所」「日活大将軍撮影所」あるいは「日活太秦撮影所」、配給は「日活」である。
日活大将軍撮影所
- 『勇敢なる水兵』 : 監督三枝源次郎、1926年11月12日公開 - 佐藤愛吉[2]
- 『拳骨先生』 : 監督三枝源次郎、1927年5月15日公開 - 博徒・砂川銀蔵[2][5]
- 『浮世車』 : 監督伊奈精一、1927年7月1日公開 - 田口徳兵衛[5]
- 『熱血児』 : 監督三枝源次郎、1927年8月24日公開 - その乾分
- 『建国史 尊王攘夷』 : 監督池田富保、製作日活太秦撮影所、配給日活、1927年10月1日公開 - 秋葉の権次、現存
- 『魔の沼』 : 監督木藤茂、1927年11月18日公開 - 雇人
- 『老校長』 : 監督木藤茂、1927年12月1日公開 - 豪家
- 『二階の大将』 : 監督伊奈精一、1927年製作 - 岩戸権造（主演）[5]
- 『天惠』 : 監督三枝源次郎、1928年2月9日公開[5]
- 『意気衝天』 : 監督三枝源次郎、1928年6月8日公開 - その父
- 『笑はぬ良人』 : 監督三枝源次郎、1928年8月26日公開 - その父

日活太秦撮影所
- 『維新の京洛 竜の巻 虎の巻』 : 監督池田富保、1928年9月27日公開 - 佐伯三蔵
- 『元禄快挙 大忠臣蔵 天変の巻 地動の巻』 : 監督池田富保、1930年4月1日公開 - 相模屋清兵衛
- 『太平洋横断』 : 監督三枝源次郎、1931年6月23日公開 - 阿久沢庄太郎[5]
- 『天国は何処だ』 : 監督木村次郎、1931年8月7日公開 - 地主
- 『浅草悲歌』 : 監督東坊城恭長、1932年1月14日公開 - 源三（主演）
- 『闇討渡世』 : 監督伊丹万作、製作片岡千恵蔵プロダクション、配給日活、1932年6月3日公開 - 嘉兵衛
- 『腕を組んで』 : 監督木藤茂、1932年7月8日公開	- 一福亭鳶丸[5]
- 『一本杉』 : 監督三枝源次郎、1932年12月22日公開 - 九十九橋祐元（主演）
- 『輝く門出』 : 監督三枝源次郎、1933年3月1日公開 - その父・金作[5]
- 『港の雨』 : 監督三枝源次郎、1933年6月22日公開 - 松旭斉吉丸[5]
- 『恋の踊子』 : 監督千葉泰樹、1933年8月17日公開 - 父
- 『武士道くづれ雁』 : 監督荒井良平、1933年10月26日公開 - 神崎の信蔵
- 『丹下左膳 第一篇』 : 監督伊藤大輔、1933年11月15日公開 - 田丸了意、現存（NFC所蔵[6]）
- 『血戦大利根嵐』 : 監督荒井良平、1934年2月15日公開 - 飯岡の助五郎

日活京都撮影所
- 『野の光』 : 監督伊賀山正徳、1934年5月3日公開 - 高利貸・松井[5]
- 『忠臣蔵 刃傷篇 復讐篇』 : 監督伊藤大輔、1934年5月17日公開 - 間瀬久太夫
- 『平手造酒』 : 監督西原孝、1934年6月15日公開 - 飯岡の助五郎
- 『潮』 : 監督鈴木重吉、製作日活多摩川撮影所、配給日活、1934年6月15日公開 - 桑原新造
- 『雨の佐太郎船』 : 監督池田富保、1934年8月1日公開 - 平七親分
- 『平太郎剣法』 : 監督犬塚稔、1934年9月14日公開 - 渋川の八右衛門
- 『血涙上意討ち』 : 監督尾形十三男、1934年11月22日公開 - 辻無外[5]
- 『嫁ぐ日』 : 監督春原政久、1934年製作・公開 - 達男の父・清助[5]
- 『関八州男伊達』 : 監督志波西果、1934年12月13日公開 - 瀬良田の銀蔵
- 『新選組 前篇』 : 監督稲垣浩、1934年12月31日公開 - 水口藩・伊佐山、3分の断片が現存（NFC所蔵[6]）
- 『新選組 後篇』 : 監督稲垣浩、1935年1月5日公開 - 水口藩・伊佐山、3分の断片が現存（NFC所蔵[6]）
- 『次郎吉ばやり』 : 監督菅沼完二、1935年1月31日公開 - 金貸しの親爺[5]
- 『風流深編笠』 : 監督辻吉朗、1935年2月21日公開 - 殿様
- 『武士道うらおもて』 : 監督八森重芳、1935年3月21日公開 - 宇津ノ木の権三
- 『仇討大乗峠』 : 監督尾形十三男、1935年3月21日公開 - 阿部伝五郎[5]
- 『剣雲薩摩歌』 : 監督池田富保、1935年4月18日公開 - 星の先生
- 『弥八追分節』 : 監督尾崎純、1935年4月25日公開 - 網元
- 『丹下左膳余話 百万両の壺』 : 監督山中貞雄、1935年6月15日公開 - 弥五衛門
- 『無宿旅合羽』 : 監督菅沼完二、1935年6月22日公開 - 島村の竹五郎
- 『天明からくり草紙』 : 監督辻吉朗、1935年9月21日公開 - 多沼興次[5]
- 『追分三五郎』 : 監督辻吉朗、製作日活・太秦発声映画、配給日活、1935年10月16日公開 - 身請山の鎌太郎[7]、現存（NFC所蔵[6]）
- 『大菩薩峠 第一篇 甲源一刀流の巻』 : 監督稲垣浩、1935年11月15日公開 - 机家の下僕 倉造[8]、現存（NFC所蔵[6]）
- 『敵討三都錦繪』（戦後改題『愛憎三都錦絵』） : 監督児井英男（児井英生）、指導監督池田富保、1935年12月1日公開 - 医師・野沢伯道[5]

- 『大菩薩峠 第二篇 鈴鹿山の巻 壬生と島原の巻』 : 監督稲垣浩、1936年4月15日公開 - 薬屋源太郎[5]
- 『東の伊達男』 : 監督荒井良平、1936年11月5日公開
- 『栗山大膳』 : 監督池田富保、1936年11月12日公開 - 用心家内
- 『極楽三度笠』 : 監督尾崎純・石橋清一、1937年5月6日公開 - 伊勢重親分
- 『浮名三味線 第一絃』 : 監督荒井良平、1937年5月19日公開 - 親分・吉兵衛[5]
- 『恩讐巡礼唄』 : 監督久見田喬二、1937年5月20日公開 - 大鳥居佐太郎[5]
- 『怪談牡丹燈籠』 : 監督衣笠十四三、1937年7月29日公開 - 刀屋亭主
- 『八丁浜太郎』 : 監督益田晴夫、1937年9月9日公開 - 茶店の亭主[5]
- 『国民皆兵令』 : 監督益田晴夫、1937年10月28日公開 - 常平爺[5]
- 『血煙高田の馬場』 : 監督マキノ正博・稲垣浩、1937年12月31日公開 - 河童の勘右ヱ門、現存（NFC所蔵[6]）

- 『白浪五人男』 : 監督荒井良平、1938年1月7日公開 - 居酒屋亭主
- 『無法者銀平』 : 監督稲垣浩、1938年1月14日公開 - 盤太夫
- 『旅の風来坊』 : 監督尾崎純、1938年2月8日公開 - 茶店の親爺[5]
- 『忠臣蔵 地の巻』 : 監督池田富保、1938年3月31日公開 - 浅野家老 藤井又左衛門、現存（NFC所蔵[6]）
- 『忠臣蔵 天の巻』 : 監督マキノ正博、1938年3月31日公開 - 浅野家老 藤井又左衛門、現存（NFC所蔵[6]）
- 『次郎長一家』 : 監督松田定次、1938年5月21日公開 - 館林の玉吉
- 『出世太閤記』 : 監督稲垣浩、1938年6月17日公開 - 大工の棟梁、現存[9]
- 『腰本吉弥組』 : 監督菅沼完二、1938年6月23日公開 - 原武右衛門
- 『三味線やくざ』 : 監督衣笠十四三、1938年7月1日公開 - 太夫元善六
- 『髑髏銭 前篇 風の巻』 : 監督辻吉朗、1938年7月31日公開 - 了雲、98分の総集篇が現存[10]
- 『髑髏銭 後篇 雲の巻』 : 監督辻吉朗、1938年8月10日公開 - 了雲、98分の総集篇が現存[11]
- 『浪人鉄火』 : 監督倉谷勇、1938年9月22日公開 - 家老・渥美但馬[5]
- 『鞍馬天狗 竜攘虎搏の巻』 : 監督松田定次、1938年11月1日公開 - 三条屋弥兵衛、現存（NFC所蔵[6]）
- 『赤垣源蔵』（『戦後改題『忠臣蔵 赤垣源蔵 討入り前夜』） : 監督池田富保、1938年11月17日公開 - 小野寺十内、現存[5]
- 『荒獅子』 : 監督松田定次、1938年12月15日公開 - 岡野匠左衛門[5]、現存[12]
- 『魔像』（『大岡政談 魔像』） : 監督稲垣浩、1938年12月31日公開 - 近藤相模守

- 『右門捕物帖 拾万両秘聞』（『右門捕物帖 拾萬両秘聞』） : 監督荒井良平、1939年1月5日公開 - 大久保加賀守[13]
- 『続魔像 茨右近』 : 監督稲垣浩、1939年1月14日公開 - 近藤相模守
- 『喧嘩大納言』 : 監督紙恭平、1939年4月27日公開 - 山形屋藤兵衛[5]
- 『仮面の剣客』 : 監督菅沼完二、1939年5月25日公開 - 三本木の作兵衛[5]
- 『鞍馬天狗 江戸日記』 : 監督松田定次、1939年7月1日公開 - 中田善太夫
- 『鞍馬天狗 復讐篇』 : 監督松田定次、1939年8月3日公開 - 新庄信濃守[5]

- 『涙の捕縄』 : 監督松田定次、1940年2月1日公開 - 一田半右衛門[5]
- 『宮本武蔵 第一部 草分の人々 第二部 栄達の門』 : 監督稲垣浩、1940年3月31日公開 - 徳願寺和尚了道及び牢人丙[5]、二部のみ現存[14]
- 『宮本武蔵 剣心一路』 : 監督稲垣浩、1940年4月18日公開 - 徳願寺和尚了道及び牢人丙[5]、現存[14]
- 『大江戸百鬼』 : 監督菅沼完二、1940年5月8日公開 - 両替屋主人[5]
- 『若様評判記 前篇 油断大敵の巻』 : 監督国木田三郎、1940年6月6日公開 - 加賀屋新兵衛[5]
- 『若様評判記 後篇 奮起一番の巻』 : 監督国木田三郎、1940年6月20日公開 - 加賀屋新兵衛[5]
- 『大楠公』 : 監督稲垣浩、1940年6月16日公開 - 絵師源兵衛
- 『主従無上』 : 監督田崎浩一、1940年7月6日公開 - 本城助五郎（鳥見役）
- 『血煙神田祭』 : 監督菅沼完二・田崎浩一、1940年8月8日公開 - 磯部図書[5]
- 『めくら笛』 : 監督田崎浩一、1940年9月26日公開 - 兼吉[5]
- 『天保異変 かんざし地蔵』 : 監督衣笠十四三、1940年12月25日公開 - 質屋・弥兵衛[5]
- 『神変麝香猫 第一部 地獄の門』 : 監督荒井良平、1940年12月30日公開 - 門番・茂兵衛[5]

- 『剣光桜吹雪』 : 監督菅沼完二、1941年1月1日公開 - 佐伯半蔵[5]、現存[15]
- 『神変麝香猫 解決篇』 : 監督荒井良平、1941年3月15日公開 - 門番・茂兵衛[5]
- 『柳生月影抄』 : 監督荒井良平、1941年6月1日公開 - 柳生家門番
- 『江戸最後の日』 : 監督稲垣浩、1941年11月28日公開 - 藤沢志摩守、現存（NFC所蔵[6]）
- 『決戦奇兵隊』 : 監督丸根賛太郎、応援監督田崎浩一、1941年12月30日公開 - 長州藩家老、12分の断片が現存（NFC所蔵[6]）
- 『柳生大乗剣』 : 監督池田富保、1942年1月14日公開 - 伊集院頼母
- 『宮本武蔵 一乗寺決闘』 : 監督稲垣浩、1942年3月25日公開 - 横田初無斉、現存（NFC所蔵[6]）

### 大映京都撮影所
特筆以外すべて製作は「大映京都撮影所」、配給は「大映」である。
- 『維新の曲』 : 監督牛原虚彦、配給映画配給社、1942年5月14日公開 - 小松帯刀、現存（NFC所蔵[6]）
- 『独眼龍政宗』 : 監督稲垣浩、製作大映京都第一撮影所、配給映画配給社、1942年7月2日公開、現存（NFC所蔵[6]）
- 『伊賀の水月』 : 監督池田富保、配給映画配給社、1942年8月13日公開 - 鍵屋の亭主
- 『二刀流開眼』 : 監督伊藤大輔、製作大映京都第一撮影所、配給映画配給社、1943年5月13日公開 - 甲兵衛、現存（NFC所蔵[6]）
- 『無法松の一生』 : 監督稲垣浩、配給映画配給社、1943年10月28日公開 - 町の古老
- 『高田馬場前後』 : 監督松田定次、配給映画配給社、1944年6月22日公開 - 高橋金右衛門
- 『小太刀を使ふ女』 : 監督丸根賛太郎、配給映画配給社、1944年8月3日公開 - 老人、現存（NFC所蔵[6]）

- 『殴られたお殿様』 : 監督丸根賛太郎、1946年3月21日公開 - 宇佐美三太夫
- 『扉を開く女』 : 監督木村恵吾、1946年4月25日公開 - 高野家の客
- 『飛ぶ唄』 : 監督菅英雄、1946年6月20日公開 - 大林
- 『お夏清十郎』 : 監督木村恵吾、1946年7月11日公開 - 惣右衛門
- 『国定忠治』 : 監督松田定次、1946年9月10日公開 - 百姓喜右衛門
- 『滝の白糸』 : 監督木村恵吾、1946年10月1日公開 - 太夫元木島
- 『槍おどり五十三次』 : 監督森一生、1946年11月26日公開 - 喜惣次[16]、現存（NFC所蔵[6]）

- 『闇を走る馬車』 : 監督松田定次 1947年3月11日公開 - 伊兵衛
- 『龍虎伝』 : 監督森一生、1947年4月15日公開 - 豊後屋仁平、現存（NFC所蔵[6]）
- 『壮士劇場』 : 監督稲垣浩、1947年5月6日公開 - 黒川巡査[17]、現存（NFC所蔵[6]）
- 『悪魔の乾杯』 : 監督丸根賛太郎、1947年10月21日公開 - 菊丸彦七
- 『素浪人罷通る』 : 監督伊藤大輔、1947年10月28日公開 - 荒木田の仁蔵[18]、現存（NFC所蔵[6]）
- 『手をつなぐ子等』 : 監督稲垣浩、製作大映東京撮影所、配給大映、1948年3月30日公開 - 町長、現存（NFC所蔵[6]）
- 『王将』 : 監督伊藤大輔、1948年10月18日公開 - 審判・佐分、現存（NFC所蔵[6]）
- 『紅蓮菩薩』 : 監督森一生、1949年2月21日公開 - 卯三郎
- 『大江戸七変化』 : 監督木村恵吾、1949年7月10日公開 - 喜助
- 『山を飛ぶ花笠』 : 監督伊藤大輔、1949年9月11日公開 - 平内、現存（NFC所蔵[6]）
- 『透明人間現わる』 : 監督安達伸生、製作大映東京撮影所、配給大映、1949年9月26日公開 - 別荘番弥吉、現存（NFC所蔵[6]）
- 『忘れられた子等』 : 監督稲垣浩、製作稲垣プロダクション・新東宝、配給東宝、1949年10月4日公開 - 小使、現存（NFC所蔵[6]）
- 『火山脈』 : 監督安達伸生、1950年3月26日公開 - 小使・順平、現存（NFC所蔵[6]）
- 『われ幻の魚見たり』 : 監督伊藤大輔、1950年5月6日公開 - 郡長中里、現存（NFC所蔵[6]）
- 『千両肌』 : 監督冬島泰三、製作新演伎座、配給大映、1950年7月15日公開
- 『虚無僧屋敷』 : 監督安田公義、1950年9月9日公開 - 甚八[19]、現存（NFC所蔵[6]）
- 『赤城から来た男』 : 監督木村恵吾、1950年10月7日公開 - 百姓[20]、現存（NFC所蔵[6]）

- 『銭形平次』 : 監督森一生、1951年4月28日公開 - 石原ノ利助、現存（NFC所蔵[6]）
- 『上州鴉』 : 監督冬島泰三、1951年5月25日公開 - 伊左衛門
- 『逢魔が辻の決闘』 : 監督森一生、1951年9月14日公開 - ますや喜兵衛
- 『大江戸五人男』 : 監督伊藤大輔、製作松竹京都撮影所、配給松竹、1951年11月22日公開 - 山村佐兵衛[21]、現存（NFC所蔵[6]）
- 『十六夜街道』 : 監督安田公義、1951年12月14日公開 - 仙吉老人

- 『三万両五十三次』 : 監督木村恵吾、1952年1月25日公開 - 目明し長兵衛
- 『治郎吉格子』 : 監督伊藤大輔、製作松竹京都撮影所、配給松竹、1952年2月22日公開 - 亮之進、現存（NFC所蔵[6]）
- 『修羅城秘聞 双竜の巻』 : 監督衣笠貞之助、製作新演伎座・大映京都撮影所、配給大映、1952年3月20日公開[22] - 現存（NFC所蔵[6]）
- 『お洒落狂女』 : 監督佐伯清、製作東映京都撮影所・山田プロダクション、配給東映、1952年4月3日公開 - 島津重豪
- 『西陣の姉妹』 : 監督吉村公三郎、1952年4月17日公開[23] - 現存（NFC所蔵[6]）
- 『乞食大将』 : 監督松田定次、1952年4月30日公開〈1945年製作〉 - 母里太兵衛、現存（NFC所蔵[6]）
- 『腰抜け伊達騒動』 : 監督斎藤寅次郎、製作松竹京都撮影所、配給松竹、1952年5月15日公開 - 伊達安芸
- 『振袖狂女』 : 監督安田公義、1952年7月10日公開 - 茶屋の親爺[24]、現存（NFC所蔵[6]）
- 『大佛開眼』 : 監督衣笠貞之助、1952年11月13日公開 - 宗仙[25]、現存（NFC所蔵[6]）

- 『銭形平次捕物控 からくり屋敷』 : 監督森一生、1953年1月3日公開 - 大工辰三郎[26]、現存（NFC所蔵[6]）
- 『旅はそよ風』 : 監督稲垣浩、製作宝塚映画製作所、配給東宝、1953年5月7日公開 - 老役人
- 『怪談佐賀屋敷』 : 監督荒井良平、1953年9月3日公開 - 御典医卜庵
- 『巣鴨の母』 : 監督安達伸生、1952年10月16日公開 - 犬塚
- 『山を守る兄弟』 : 監督松田定次、製作松竹京都撮影所、配給松竹、1953年10月27日公開 - 宿屋の亭主B
- 『地獄門』 : 監督衣笠貞之助、1953年10月31日公開 - 物売り[27]、現存（NFC所蔵[6]）
- 『鞍馬天狗 斬り込む』 : 監督安達伸生、製作宝塚映画製作所、配給東宝、1953年12月29日公開 - そばや源八

- 『お菊と播磨』 : 監督伊藤大輔、1954年3月3日公開 - 徳川家康、現存（NFC所蔵[6]）
- 『山椒大夫』 : 監督溝口健二、1954年3月31日公開 - 老僧
- 『酔いどれ二刀流』 : 監督森一生、1954年4月7日公開 - 下僕の老爺[28]、現存（NFC所蔵[6]）
- 『関八州勢揃い』 : 監督安田公義、製作・配給新東宝、1954年7月6日公開 - お光の父吾作
- 『水戸黄門漫遊記 地獄極楽大騒ぎ』 : 監督伊賀山正徳、製作東映京都撮影所、配給東映、1954年8月24日公開 - 狂乱の老人
- 『赤穂義士』 : 監督荒井良平、1954年9月15日公開 - 堀部弥兵衛
- 『千姫』 : 監督木村恵吾、1954年10月20日公開 - 天海僧正
- 『潮来出島 美男剣法』 : 監督安田公義、1954年12月22日公開 - 兼吉

- 『紋三郎の秀』 : 監督冬島泰三、製作新東宝、1955年1月15日公開 - 茶店の爺
- 『花ざかり男一代』 : 監督森一生、1955年2月26日公開 - 奈落番の親爺
- 『血槍富士』 : 監督内田吐夢、製作東映京都撮影所、配給東映、1955年2月27日公開、現存（NFC所蔵[6]）
- 『風雲将棋谷』 : 監督松田定次、製作東映京都撮影所、配給東映、1955年3月20日公開 - 長助
- 『御存じ快傑黒頭巾 マグナの瞳』 : 監督佐伯清、製作東映京都撮影所、配給東映、1955年4月5日公開 - 牢番仁平
- 『天下を狙う美少年』 : 監督荒井良平、1955年4月8日公開 - 善右衛門
- 『旗本退屈男 謎の伏魔殿』 : 監督佐々木康、製作東映京都撮影所、配給東映、1955年8月14日公開 - 門番
- 『新・平家物語』 : 監督溝口健二、1955年9月21日公開 - 小者、現存（NFC所蔵[6]）
- 『唄祭り江戸っ子金さん捕物帖』 : 監督冬島泰三、製作新芸プロダクション、配給新東宝、1955年12月2日公開 - 楽屋番の老人

- 『宮本武蔵 完結篇 決闘巌流島』（『吉川英治作宮本武蔵より 決闘巌流島』） : 監督稲垣浩、製作・配給東宝、1956年1月3日公開 - 小幡勘兵ヱ、現存（NFC所蔵[6]）
- 『赤穂浪士 天の巻 地の巻』 : 監督松田定次、製作東映京都撮影所、配給東映、1956年1月15日公開 - 間瀬久太夫、現存（NFC所蔵[6]）
- 『新平家物語 義仲をめぐる三人の女』 : 監督衣笠貞之助、1956年1月15日公開[29] - 現存（NFC所蔵[6]）
- 『残菊物語』 : 監督島耕二、1956年4月23日公開 - 旅芝居の座員（丙）、現存（NFC所蔵[6]）
- 『花の兄弟』 : 監督三隅研次、1956年6月8日公開 - 島田邸の下僕
- 『逆襲獄門砦』 : 監督内田吐夢、製作東映京都撮影所、配給東映、1956年6月28日公開 - 平作
- 『銭形平次捕物控 人肌蜘蛛』 : 監督森一生、1956年8月14日公開 - 僧侶、現存（NFC所蔵[6]）
- 『花笠太鼓』 : 監督福田晴一、製作松竹京都撮影所、配給松竹、1956年8月14日公開 - 牢番文吉
- 『アチャコの子宝仁義』 : 監督萩山輝男、製作松竹京都撮影所、配給松竹、1956年8月28日公開 - 爺や
- 『逢いぞめ笠』 : 監督加戸敏、1956年9月5日公開 - 医者洪庵
- 『不知火奉行』 : 監督三隅研次、1956年9月19日公開 - 隠居
- 『水戸黄門漫遊記 鳴門の妖鬼』 : 監督伊賀山正徳、製作東映京都撮影所、配給東映、1956年9月26日公開 - 阿波屋亭主佐助
- 『月形半平太 花の巻 嵐の巻』 : 監督衣笠貞之助、1956年10月17日公開 - 弥平、現存（NFC所蔵[6]）

- 『りんどう鴉』 : 監督福田晴一、製作松竹京都撮影所、配給松竹、1957年1月15日公開 - 村人二
- 『いとはん物語』 : 監督伊藤大輔、製作大映東京撮影所、配給大映、1957年1月15日公開 - 彦兵衛、現存（NFC所蔵[6]）
- 『旗本退屈男 謎の紅蓮塔』 : 監督松田定次、製作東映京都撮影所、配給東映、1957年1月15日公開 - 甚助
- 『朱雀門』 : 監督森一生、1957年3月20日公開 - 雲林院住職、現存（NFC所蔵[6]）
- 『続二等兵物語 決戦体制の巻』 : 監督福田晴一、製作松竹京都撮影所、配給松竹、1957年3月26日公開 - 笑子の父
- 『伴淳・アチャコ・夢声の活弁物語』 : 監督福田晴一、製作松竹京都撮影所、配給松竹、1957年8月25日公開 - 吉岡紫朗
- 『勇み肌千両男』 : 監督倉橋良介、製作松竹京都撮影所、配給松竹、1958年2月26日公開 - 三河屋喜右衛門
- 『呪いの笛』 : 監督酒井辰雄、製作歌舞伎座、配給松竹、1958年8月3日公開 - 按摩